# Darío Pereyra
Alfonso Darío Pereyra Bueno (Sauce, Canelones, 20 de octubre de 1956) es un exfutbolista y entrenador uruguayo, que jugaba como defensa. Fue internacional con la selección uruguaya de fútbol en 32 ocasiones, anotó cinco goles y participó en la Copa del Mundo de México 1986 y en la Copa América 1975. Está radicado en Brasil, donde fue ídolo del Sao Paulo en la década de 1980.

## Trayectoria

### Como jugador
Debutó en el Club Nacional de Football de Montevideo y a los 18 años jugó su primer partido con la selección uruguaya. En octubre de 1977 se anunció su pase al São Paulo de Brasil por cinco millones y medio de cruzeiros, en lo que para la época fue la segunda contratación más cara del fútbol brasileño, después de Palhinha, que costó siete millones. Su primer partido fue el 11 de diciembre de ese año en la victoria por 4 a 1 ante el Internacional, en Porto Alegre. Su debut se demoró pues no jugaba desde julio y su documentación no estaba completa. Mientras tanto, rechazó una oferta del Real Madrid pues no deseaba establecerse en España. En su primer año obtuvo el Campeonato Brasileño de 1977.
En sus primeros años en São Paulo sufrió varias lesiones. Jugó en las posiciones en las que solía jugar en Uruguay, como mediocampista o como volante, sin destacarse. Pero el 16 de julio de 1980, durante el Campeonato Paulista de ese año, el técnico Carlos Alberto Silva lo colocó como cuarto zaguero frente al Ponte Preta, en el que sería el puesto en el que se destacaría. En esa misma temporada São Paulo logró el título paulista que no alcanzaba desde hacía cinco años. Antes de ese partido, Pereyra casi no tenía experiencia jugando en ese puesto.
Recibió la Bola de Prata de la revista Placar en su posición en los campeonatos brasileños de 1981, 1983 y 1984. Fue uno de los principales jugadores en la campaña del campeonato Paulista de 1981 e incluso fue llevado en andas por la hinchada en la final. En esa época ya era considerado el jugador más importante de São Paulo. Durante sus once años en Morumbi, formó una dupla de zagueros con Oscar que es recordada como una de las mejores de São Paulo.
Disputó 451 partidos con São Paulo y marcó 38 goles. Al finalizar el campeonato Paulista de 1988, pasó al Flamengo, al que defendió en once partidos del Campeonato brasileño 1988. A comienzos de 1989 y con 32 años pasó al Palmeiras donde fue titular durante casi todo el Campeonato Paulista de 1989 y suplente en el Campeonato Brasileño de 1989. Al año siguiente pasó al Gamba Osaka de Japón, equipo entonces llamado Matsushita Eletronic donde se retiró dos años después. Con este equipo ganó la Copa del Emperador de 1990.
Con la selección uruguaya debutó a los 18 años y con 19 años ya fue capitán. Disputó 32 partidos en total y anotó 5 goles. Participó en la Copa América 1975 y en la Copa Mundial de Fútbol de 1986 en México. 

### Como entrenador
Era auxiliar técnico del São Paulo cuando en 1997 asumió interinamente el puesto de director técnico hasta entonces ocupado por Muricy Ramalho. Bajo su dirección, el equipo comenzó a recuperarse después de una campaña mediocre en el Campeonato Paulista de 1997, pero solo alcanzó el vicecampeonato y el 13.er lugar en el Campeonato Brasileño de 1997. El inicio del Torneo Río-São Paulo de 1998 no fue mejor y fue sustituido por Nelsinho Baptista.
El 3 de octubre de ese mismo año se convirtió en el quinto entrenador que dirigía al Coritiba Foot Ball Club en esa temporada al sustituir a Valdir Espinosa. En trece partidos el club logró seis victorias y cinco empates pero al finalizar el Campeonato Brasileño de 1998 asumió la dirección de Atlético Mineiro, donde se consagró campeón mineiro en 1999. El Atlético terminó como vicecampeón del Campeonato Brasileño de 1999, pero debió renunciar en la penúltima fecha de la primera ronda, después de perder por 4-0 ante el Guarani Futebol Clube.
Su siguiente destino como técnico fue precisamente el Guarani, que lo contrató para el Campeonato Brasileño de 2000 pero antes del final del torneo fue sustituido por Carlos Alberto Silva. Después pasó a dirigir el Corinthians donde solo duró seis partidos, una victoria, un empate y una derrota en la Río-São Paulo, y un empate y dos derrotas en el Campeonato Paulista de 2001. Vanderlei Luxemburgo fue quien lo sustituyó y después de otros cuatro partidos, dos empates y dos derrotas, pudo revertir la mala campaña del Paulistão hasta lograr el título.
Recién dos años después, en 2003, volvió a ser contratado para dirigir un club. Fue contratado por el Paysandu Sport Club de Belém, Pará, pues Hélio dos Anjos prefirió renunciar para pasar al Sport Club do Recife, a pesar de que este club disputaría el Serie B en el segundo semestre, y el Paysandú jugaría la Série A de 2003 y la Libertadores 2003 por primera vez. El equipo dirigido por Pereyra lideró en forma invicta su grupo de la primera fase de la Libertadores y el 24 de abril logró una histórica victoria sobre Boca Juniors en La Bombonera. Hasta ese momento, sólo el Santos en la de 1962 y Cruzeiro en la de 1994 habían logrado lo mismo. Finalmente Boca eliminó a Paysandu en el partido de vuelta. Dejó el club un mes después, con la derrota del 25 de mayo como local ante el Coritiba por 3 a 1.
En junio de 2003 asumió en Grêmio, después de la renuncia de Tite, en un momento en que Grêmio tenía dos jugadores titulares suspendidos, tres lesionados y otros tres habían sido vendidos al exterior. Sólo logró una victoria y dos empates en ocho partidos por lo que fue sustituido por Nestor Simionato al perder ante Vasco da Gama el 20 de julio. Al comienzo de la temporada 2004 fue contratado por Portuguesa pero también fue sustituido.
En ese año enviudó y decidió abandonar la carrera de entrenador. Por un tiempo fue director técnico del Avaí Futebol Clube de Florianópolis. Después trabajó para la empresa de marketing deportivo Traffic, donde dirigía un equipo de buscadores de futbolistas para el Palmeiras, que mantenía un contrato con la empresa.
En noviembre de 2011 volvió a la dirección técnica y fue presentado por el Arapongas Esporte Clube de Arapongas, estado de Paraná, como su nuevo entrenador para el campeonato estadual de 2012. A fines de 2012 fue contratado por el Vila Nova de Goiânia, Goiás, y en 2014 por el Águia de Marabá, de Marabá, Pará.

## Clubes

### Como jugador
| Club                | País    | Año         |
| ------------------- | ------- | ----------- |
| Nacional            | Uruguay | 1975 - 1977 |
| Sao Paulo           | Brasil  | 1977 - 1988 |
| Flamengo            | Brasil  | 1988        |
| Palmeiras           | Brasil  | 1989        |
| Matsushita Electric | Japón   | 1990 - 1992 |

### Como entrenador
| Club             | País   | Año         |
| ---------------- | ------ | ----------- |
| Sao Paulo        | Brasil | 1997        |
| Coritiba         | Brasil | 1998        |
| Atlético Mineiro | Brasil | 1999        |
| Guarani          | Brasil | 2000        |
| Corinthians      | Brasil | 2001        |
| Paysandu         | Brasil | 2002 - 2003 |
| Grêmio           | Brasil | 2003        |
| Portuguesa       | Brasil | 2003        |
| Arapongas        | Brasil | 2012        |
| Vila Nova        | Brasil | 2013        |
| Águia de Marabá  | Brasil | 2014        |

## Palmarés

### Como jugador

#### Torneos regionales
| Título              | Club      | País      | Año  |
| ------------------- | --------- | --------- | ---- |
| Campeonato Paulista | Sao Paulo | Sao Paulo | 1980 |
| Campeonato Paulista | Sao Paulo | Sao Paulo | 1981 |
| Campeonato Paulista | Sao Paulo | Sao Paulo | 1985 |
| Campeonato Paulista | Sao Paulo | Sao Paulo | 1987 |

#### Torneos locales
| Título             | Club                | País    | Año  |
| ------------------ | ------------------- | ------- | ---- |
| Primera División   | Nacional            | Uruguay | 1976 |
| Brasileirão        | Sao Paulo           | Brasil  | 1977 |
| Brasileirão        | Sao Paulo           | Brasil  | 1986 |
| Copa del Emperador | Matsushita Electric | Japón   | 1990 |

### Como entrenador

#### Torneos regionales
| Título             | Club             | País         | Año  |
| ------------------ | ---------------- | ------------ | ---- |
| Campeonato Mineiro | Atlético Mineiro | Minas Gerais | 1999 |

## Participaciones con la selección uruguaya

### Participaciones internacionales
| Torneo            | Sede          | Resultado    |
| ----------------- | ------------- | ------------ |
| Copa América 1975 | Sin sede fija | Cuarto lugar |

### Participaciones en Copas del Mundo
| Mundial                        | Sede   | Resultado    |
| ------------------------------ | ------ | ------------ |
| Copa Mundial de Fútbol de 1986 | México | Segunda fase |